# Klaus Szameitat
Klaus Eduard Julius Wilhelm Szameitat (* 11. Oktober 1914 in Berlin; † 29. Oktober 1985) war ein deutscher Statistiker.

## Leben und Beruf
Szameitat studierte Volkswirtschaftslehre und Geschichte. 1938 wurde er zum Doktor promoviert. Im selben Jahr trat er in die Dienste des Statistischen Reichsamtes ein. Nach der Auflösung des Reichsamtes 1945 wechselte er zum Bayerischen Statistischen Landesamt und 1948 zum Statistischen Bundesamt, wo er bis 1968 als Abteilungspräsident für die „Allgemeine Organisation der Statistik und die Allgemeine Auslandsstatistik“ verantwortlich war. 1961 wurde Szameitat zum Mitglied des Internationalen Statistischen Instituts gewählt.
1968 wurde Szameitat als Nachfolger von Friedrich Werber zum Präsidenten des Statistischen Landesamtes Baden-Württemberg ernannt. Schwerpunkt seiner Tätigkeit war die Weiterentwicklung der erhebenden amtlichen Statistik sowie der Prognose- und Analysetätigkeit. Dabei legte er einen Schwerpunkt auf die Volkswirtschaftliche Gesamtrechnung der Länder. Unter Szameitat wurde mit dem Aufbau einer statistischen Regionaldatenbank und dem Landesinformationssystem Baden-Württemberg begonnen. 1980 trat er in den Ruhestand ein; ihm folgte Max Wingen nach. Im selben Jahr wurde Szameitat zum Ehrenmitglied der Deutschen Statistischen Gesellschaft gewählt.

## Werke
- Die inneren Verhältnisse Österreich-Ungarns während des Jahres 1897 im Spiegel der reichsdeutschen öffentlichen Meinung. 1938.
- Verzeichnis der weiterführenden Schulen und Hochschulen in den Ländern des Bundesgebietes. 1968.
- gemeinsam mit Robert Gleichauf: 150 Jahre Amtliche Statistik in Baden-Württemberg. 1970.
- Mit Werner Popp, Manfred Schaffranek, Horst Stenger, Oskar Anderson: Grundlagen der Statistik – Amtliche Statistik und beschreibende Methoden (= Heidelberger Taschenbücher. Band 195). 2. Auflage. Springer, Berlin / Heidelberg 1988, ISBN 978-3-540-18689-2, doi:10.1007/978-3-642-86898-6 (E-Book-ISBN 978-3-642-86898-6).